# Hepburn, Victoria
Hepburn är en region i Australien.   Den ligger i delstaten Victoria, i den sydöstra delen av landet, 500 km väster om huvudstaden Canberra. Antalet invånare är 14 843.
Följande samhällen finns i Hepburn:
- Daylesford
- Creswick
- Clunes
- Trentham